# マンディンカ族
マンディンカ（Mandinka、マリンケ(Malinke)若しくはマンディンゴ(Mandingo) -「人」）は、西アフリカのマンデ系 (Mandé) に属し、生物学的、文化的にサハラ砂漠をまたいで中東から西アフリカにかけて行われたサハラ交易を支配したマリ帝国の子孫である。

## 概要
現在マンディンカは100万人を超え、ブルキナファソ、コートジボワール、ガンビア、ギニア、ギニアビサウ、リベリア、マリ、セネガル、シエラレオネなどの西アフリカの国々に定住している。彼らはまた西アフリカのほとんどの国に少数暮らしている。  

## 歴史
13世紀初め、1235年にスンジャタ・ケイタの率いるマンディンカ族は、キリーナの戦いでスースー族のスースー王国（現マリ共和国）から離れ、独立して大帝国、マリ帝国を切り開いた。

## 言語
主要言語はガンビアおよびセネガルのマンディンカ、ギニアおよびマリのマリンケ語、西アフリカ南部のソニンケ語で、他の西アフリカ諸語と同様「ケ」もしくは「カ」で終わる（「語」もしくは「人」を意味する）。宗教は、大多数はイスラム教徒である。

## テレビ・映画
マンディンカの有名人に、アレックス・ヘイリーの著書『ルーツ』（のちにテレビドラマ化された）の主人公クンタ・キンテがいる。ヘイリーによると彼はキンテの子孫だが、この家系図は多くの歴史家や、少なくとも一人の系図学者から信じがたいと批判を受けてきた。(D・ライト著「The World And A Very Small Place」参照)。19世紀アメリカ合衆国の革新派マーティン・R・ディレイニー (Martin Delany) はマンディンカの子孫であった。
リチャード・フライシャー監督作品のアメリカ映画『マンディンゴ』（1975年）では、ニューオーリンズの奴隷市場で売られているマンディンカ族の男ミード役を現役のヘビー級プロボクサーのケン・ノートンが演じた。（原作：カイル・オンストットの長篇小説『マンディンゴ』）
アメリカのテレビスターミスター・Tはかつて雑誌ナショナル・ジオグラフィックで見たマンディンカの戦士の髪型を真似たのではと言われた。